# Marek Wesołowski
Marek Wesołowski (ur. 16 lutego 1969 w Zabrzu, zm. 21 lipca 2020) – polski inżynier, dr hab. nauk technicznych, profesor uczelni Katedry Eksploatacji Złóż Wydziału Górnictwa, Inżynierii Bezpieczeństwa i Automatyki Przemysłowej Politechniki Śląskiej

## Życiorys
Ukończył studia magisterskie na Wydziale Górnictwa i Geologii Politechniki Śląskiej. 15 maja 2001 obronił pracę doktorską Wybrane aspekty modelowania numerycznego ruchów górotworu pod wpływem eksploatacji podziemnej i jej oddziaływania na obiekty, 30 stycznia 2018 habilitował się na podstawie pracy zatytułowanej Zastosowanie modeli numerycznych ośrodka ciągłego do modelowania wpływu prowadzonej eksploatacji górniczej na powierzchnię terenu z uwzględnieniem czynników nieujmowanych przez teorie geometryczno-całkowe. Został zatrudniony na stanowisku adiunkta w Instytucie Eksploatacji Złóż na Wydziale Górnictwa i Geologii Politechniki Śląskiej.
Był profesorem uczelni Katedry Eksploatacji Złóż Wydziału Górnictwa, Inżynierii Bezpieczeństwa i Automatyki Przemysłowej Politechniki Śląskiej.
Zmarł 21 lipca 2020.